# Linnavuorifulvius
Linnavuorifulvius is een geslacht van wantsen uit de familie van de Miridae (Blindwantsen). Het geslacht werd voor het eerst wetenschappelijk beschreven door Gorczyca et al. in 2016.

## Soorten
Het genus is monotypisch en bevat alleen de volgende soort:

- Linnavuorifulvius cheroti Gorczyca et al., 2016